# Cadenberge

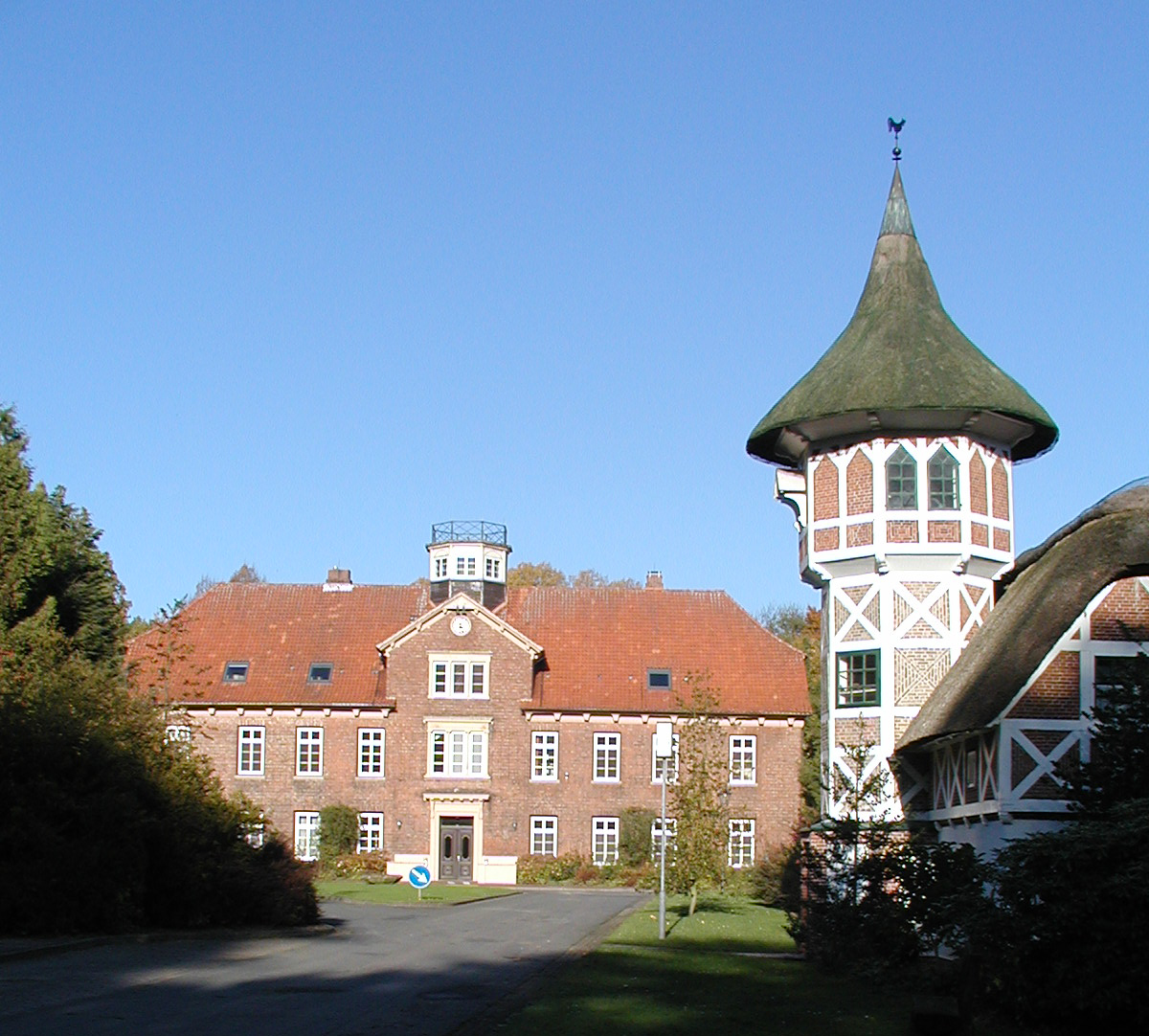
Schloss, heute Internat

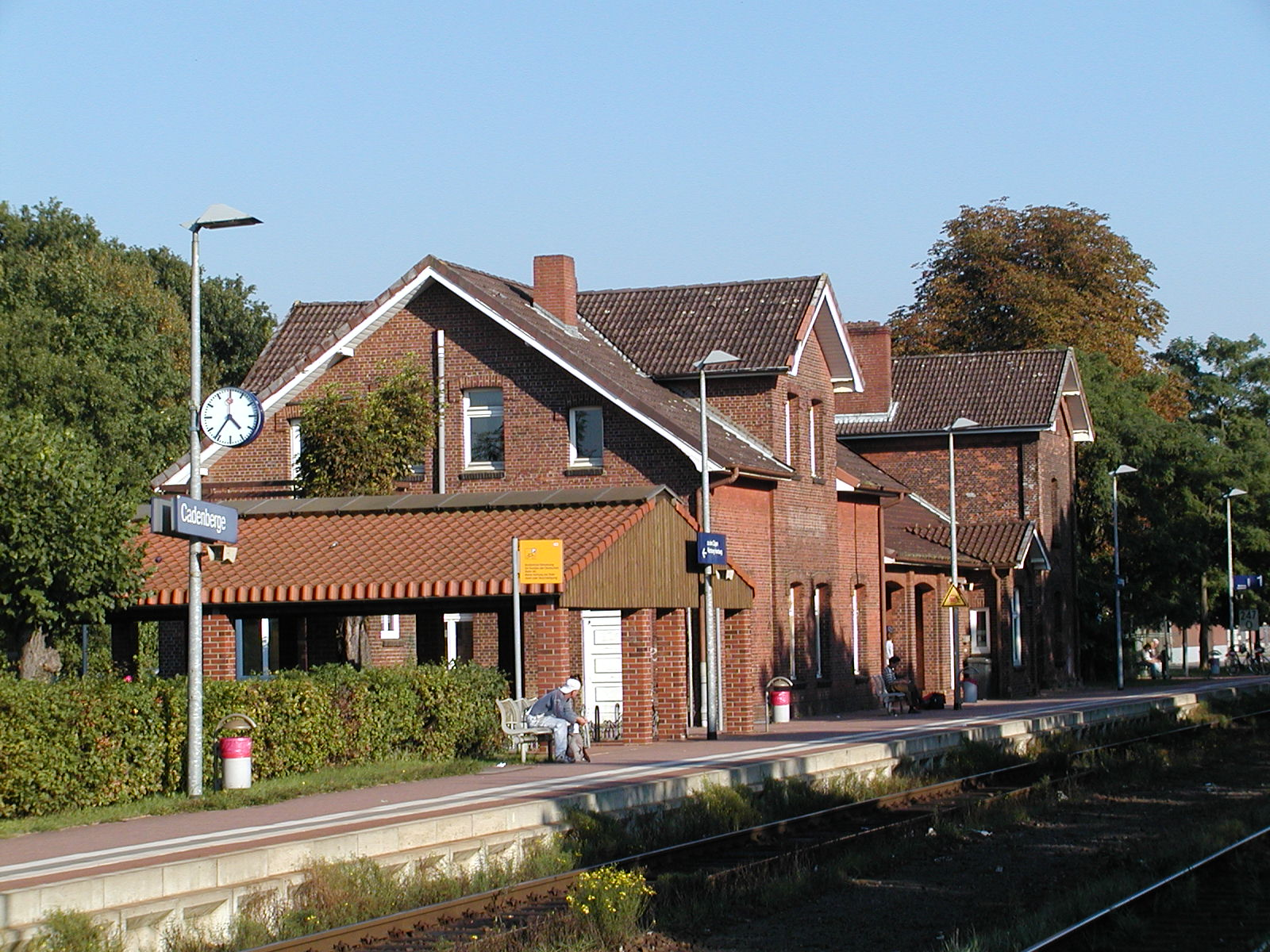
Bahnhof

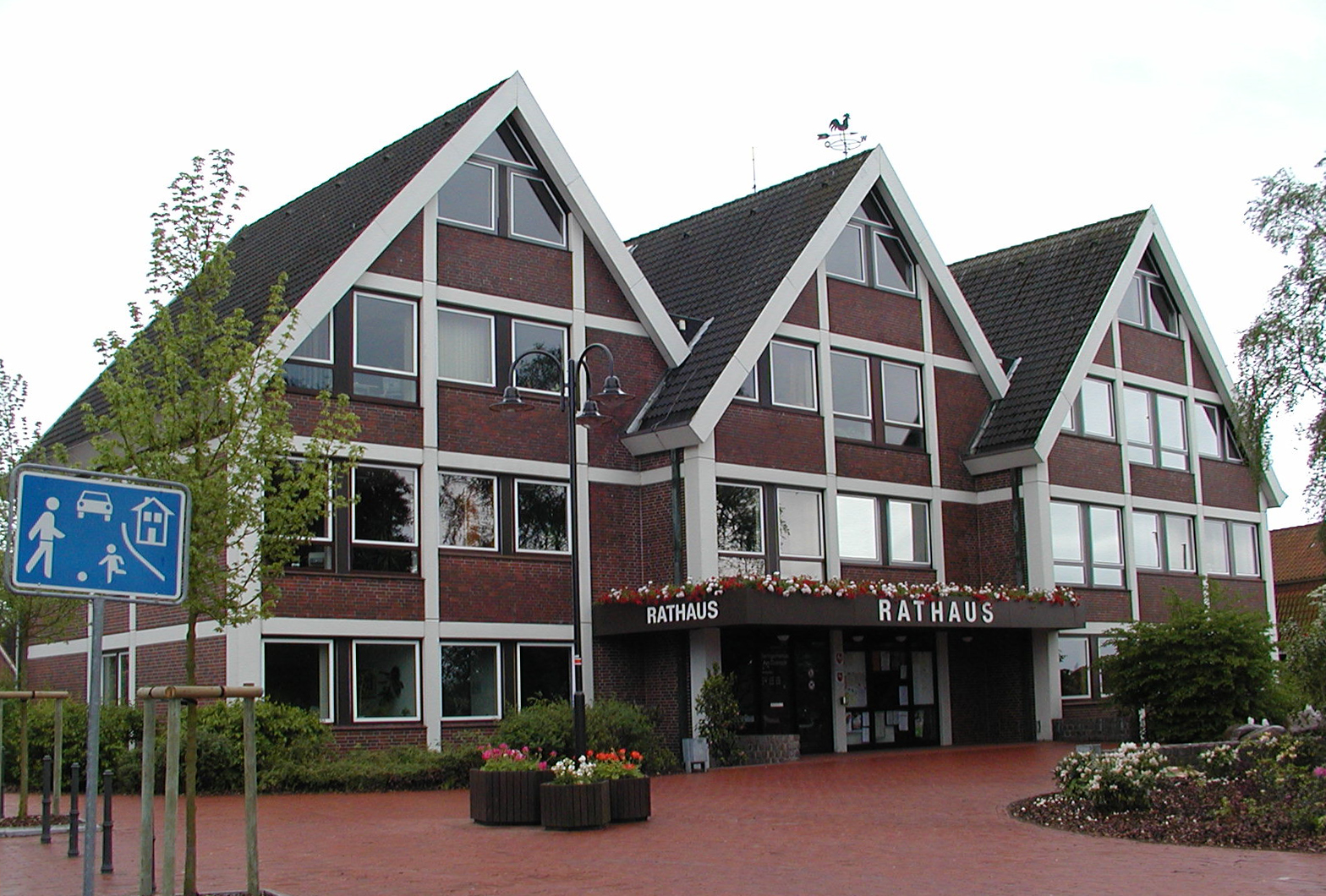
Rathaus der Samtgemeinde in Cadenberge

Cadenberge (niederdeutsch Cuddeldutt/Kumbarg) ist eine niedersächsische Gemeinde am Rande der Geest im Landkreis Cuxhaven, die sich zusammen mit 13 anderen Gemeinden zur Samtgemeinde Land Hadeln zusammengeschlossen hat.

## Geografie

### Lage
Cadenberge liegt nahe der Oste und der Niederelbe im Landkreis Cuxhaven. Cadenberge liegt süd-/östlich von Cuxhaven und nördlich von Stade und Hamburg.

### Gemeindegliederung
- Cadenberge (Kernort)
- Geversdorf

### Nachbargemeinden
|                | Balje (Landkreis Stade)                     | Oederquart (Landkreis Stade) |
| Neuhaus (Oste) | Kompassrose, die auf Nachbargemeinden zeigt |                              |
| Bülkau         | Wingst                                      | Oberndorf (Oste)             |

## Geschichte
Cadenberge wurde 1148 erstmals urkundlich genannt. Die ursprüngliche St.-Nicolai-Kirche wurde erstmals um 1319 erwähnt. Von 1742 bis 1752 erfolgte ein Neubau der Kirche auf dem alten Grundriss.
Um 1319 wurde das Rittergut von Bremer erstmals erwähnt. 1724 wurde das zweigeschossige Herrenhaus des ehemaligen Ritterguts gebaut und später als Rittergut Graf von Bremer und Schloss Cadenberge bezeichnet. Es ist heute ein Internat der berufsbildenden Schulen Cadenberge.
Cadenberge entwickelte sich seit dem Mittelalter zum Marktstandort der Region.
1881 wurde die Niederelbebahn von Hamburg nach Cuxhaven gebaut. Der Haltepunkt Cadenberge wurde 1905 und 1912 zum Bahnhof Cadenberge ausgebaut.

### Ortsname
Nach Adolf E. Hofmeister hat das Bestimmungswort Kaden- denselben Wortstamm wie Kehdingen. Demnach bezeichnet der Name entweder einen Berg mit Deich (mittelniederdeutsch Kaje) oder leitet sich vom Personennamen Cado ab.
Jürgen Udolph meint hierzu in seiner Radiosendung Der Ortsnamenforscher:

„Seit 850 Jahren ist der Ortsname überliefert. Der Ortsnamensbestandteil Cad geht eventuell auf das mittelniederdeutsche Wort Cade für Griebe, also Speckwürfel zurück. Das Wort Griebe steht für Unreinlichkeit oder Schmutz. Schmutz, Morast, landschaftlich nicht so schön, könnte demnach eine Deutungsmöglichkeit sein. Bei diesem Ortsnamen ist eine Herleitung allerdings sehr schwierig.“

### Zusammenschlüsse, Eingemeindungen
Am 1. Juni 1965 schlossen sich die Gemeinden Cadenberge, Wingst und Oppeln zu einer Samtgemeinde zusammen mit dem Namen Samtgemeinde Am Dobrock. Die Gemeinden Bülkau und Oberndorf kamen 1970 und der Flecken Neuhaus (Oste) sowie die Gemeinden Belum und Geversdorf 1972 hinzu.
Zum 1. November 2016 schloss sich Cadenberge mit der Nachbargemeinde Geversdorf zu einer neuen Gemeinde Cadenberge zusammen.

### Einwohnerentwicklung
| Jahr | Einwohner | Quelle |
| ---- | --------- | ------ |
| 1824 | 000–0 ¹   | [ 7 ]  |
| 1848 | 01179 ²   | [ 8 ]  |
| 1885 | 1287      | [ 9 ]  |
| 1910 | 1373      | [ 10 ] |
| 1925 | 1328      | [ 9 ]  |
| 1933 | 1492      | [ 9 ]  |
| 1939 | 1418      | [ 9 ]  |
| 1950 | 2625      | [ 11 ] |
| 1956 | 2484      | [ 11 ] |
| 1973 | 2897      | [ 12 ] |

| Jahr | Einwohner | Quelle |
| ---- | --------- | ------ |
| 1975 | 2933 ³    | [ 13 ] |
| 1980 | 3090 ³    | [ 14 ] |
| 1985 | 3115 ³    | [ 14 ] |
| 1990 | 3082 ³    | [ 14 ] |
| 1995 | 3166 ³    | [ 14 ] |
| 2000 | 3333 ³    | [ 15 ] |
| 2005 | 3353 ³    | [ 14 ] |
| 2010 | 3349 ³    | [ 14 ] |
| 2015 | 3400 ³    | [ 16 ] |
| 2019 | 4244 ³    | [ 14 ] |

¹ 172 Feuerstellen

² in 205 Häusern

³ jeweils zum 31. Dezember
|  |

## Politik

### Gemeinderat
Der Rat der Gemeinde Cadenberge besteht aus 15 Ratsfrauen und Ratsherren. Dies ist die festgelegte Anzahl für die Mitgliedsgemeinde einer Samtgemeinde mit einer Einwohnerzahl zwischen 3.001 und 5.000 Einwohnern. Die Ratsmitglieder werden durch eine Kommunalwahl für jeweils fünf Jahre gewählt. Die aktuelle Amtszeit begann am 1. November 2021 und endet am 31. Oktober 2026.
Die letzten Gemeinderatswahlen ergaben folgende Sitzverteilungen:
| Partei | 2021 | 2016 |
| ------ | ---- | ---- |
| SPD    | 9    | 9    |
| CDU    | 6    | 6    |

### Bürgermeister
Der Bürgermeister der Gemeinde Cadenberge ist Wolfgang Heß (parteilos). Seine Stellvertreter sind Karsten Lehmann (SPD) und Carmen Sodtke (SPD).

### Liste der Bürgermeister und Gemeindevorsteher
- 1855–1860: Johann Heinrich Heß[21]
- 1860–1866: Christian Wilhelm von Rönn
- 1866–1898: Georg Friedrich Fick
- 1898–1924: Claus Heinrich von Allwörden
- 1924–1933: Heinrich Jark
- 1. August–26. August 1933: Claus Schlichtmann
- 1933–1945: Karl Friedrich Robert Klein
- 1945–1946: Theodor Karsten
- 1946–1948: August Glintenkamp
- 1948–1950: Theodor Karsten
- 1950–1953: Adolf Otto Schlichtmann
- 1953–1965: Hans Albert Wilhelm Schrodt
- 1965–1981: Karl Brodtmann
- 1981–1986: Heinz Lemkau (CDU)
- 1986–2001: Anton Herzig (SPD)
- 2001–2011: Hans Georg Heinßen (CDU)
- 2011–Dato: Wolfgang Heß (SPD)

### Wappen

#### Gemeindewappen
| Wappen von Cadenberge | Blasonierung: „Gespalten; vorne: unter rotem, mit einem silbernen Pflug belegten Schildhaupt in Silber auf blauen Wellen ein linksgewendeter roter Einmaster mit schwarzen Segeln und rotem Wimpel am Mast; hinten: in Silber ein halbes rotes Mühlrad am Spalt.“                                                                                           |
| Wappen von Cadenberge | Wappenbegründung: Vorne symbolisieren Pflug und Schiff die traditionellen Berufsbereiche der Geversdorfer Einwohner, Landwirtschaft und Schifffahrt nebst Fischfang. Der hintere Wappenteil ist dem ausgestorbenen Geschlechts der Grafen Bremer entlehnt. Die Grafen saßen jahrhundertelang in Cadenberge und beeinflussten dessen Entwicklung wesentlich. |

#### Wappen der Ortsteile

Cadenberge Kernort (Details)
Geversdorf (Details)

## Kultur und Sehenswürdigkeiten

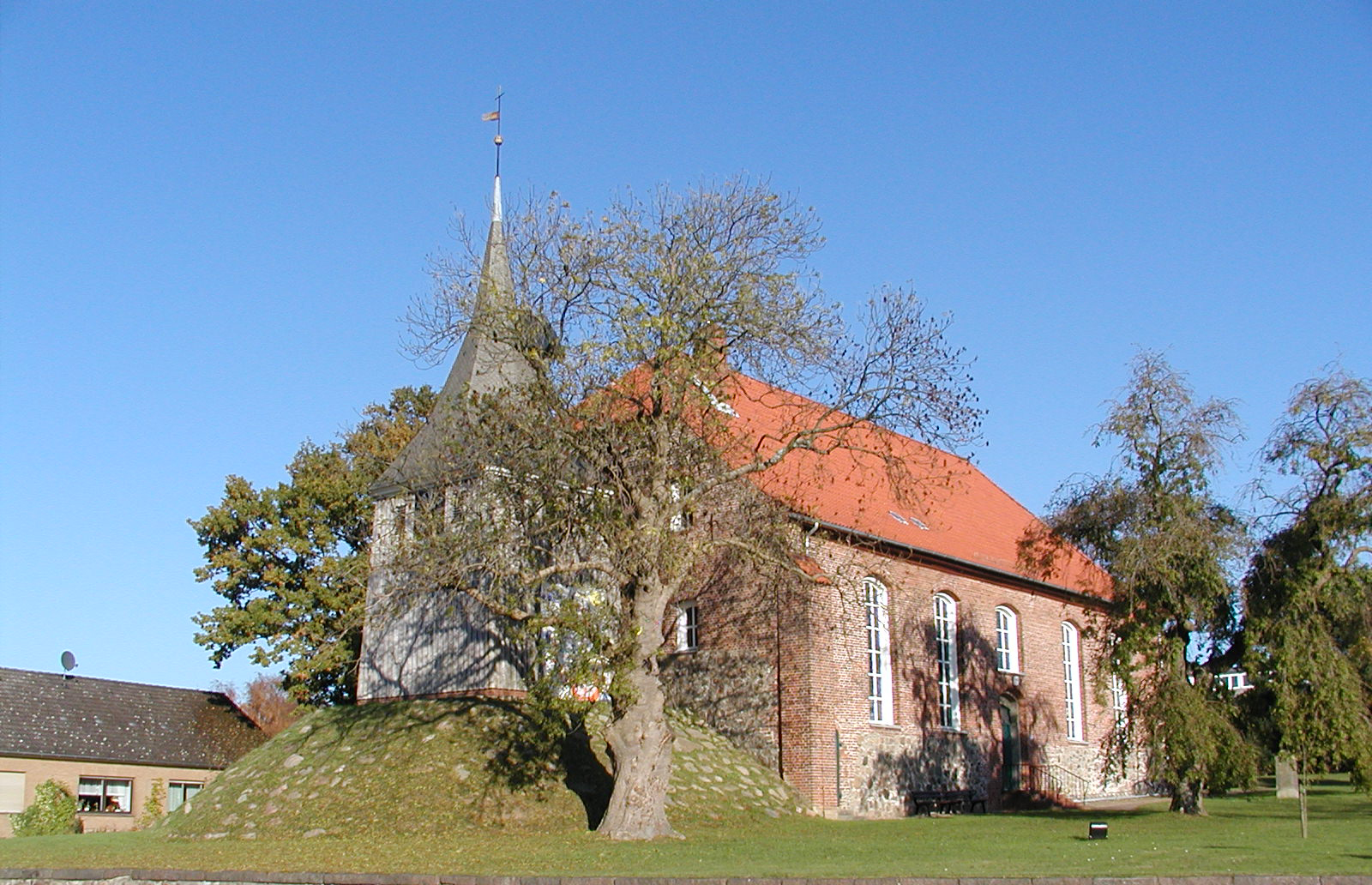
St.-Nicolai-Kirche

### Bauwerke
- St.-Nicolai-Kirche: Die ursprüngliche gotische St.-Nicolai-Kirche, benannt nach Nikolaus von Myra, wurde um 1319 erwähnt. Von 1742 bis 1752 erfolgte auf den Grundmauern ein größerer Neubau als barocke Saalkirche mit polygonalen Ostabschluss. Der hölzerne Glockenturm wurde 1723 errichtet. Er hat drei Glocken, zwei Läutglocken und eine Uhrzeitglocke. Ausstattung: Kanzelaltar (Anfang des 18. Jh.), Gestühl, Empore und Gutsprieche (Ende des 18. Jh., Orgel (18. Jh.)).[24]
- Gut Cadenberge. Park, Herrenhaus/Schloss und Taubenhaus: Im Gräflich Bremerschen Schloss- und Gutspark stehen das Herrenhaus, das eigenwillige Taubenhaus und seltene Bäume. Der Park wurde Ende 2008 in seiner historischen Form rekonstruiert und steht unter Denkmalschutz. Vom Park aus führt ein Rundwanderweg durch das Freesenmoor in die Wingst. Das zweigeschossige Herrenhaus aus Backsteinen mit einem Zwerchgiebel entstand von 1724 bis 1752. Das Walmdach ist mit einem achteckigen hölzernen Dachreiter versehen. Das Taubenhaus ist heute ein Museum und Hotel.
- Waisenhaus Bergstraße 18 von 1861 und Nebengebäude in Fachwerk von um 1880
- Wohnhaus Langenstraße 12 von um 1900

### Regelmäßige Veranstaltungen
- Frühjahrsmarkt (drittes Wochenende im April)
- Schützenfest Cadenberge (Samstag des vierten Wochenendes im Juni)
- Schützenfest Cadenberge-Langenstraße (Sonntag des ersten Wochenendes im September)
- Herbstmarkt (drittes Wochenende im Oktober)
- Adventstreff der Cadenberger Vereine (dritter Advent)

## Verkehr
Cadenberge liegt an der Bundesstraße B 73 Hamburg–Cuxhaven sowie an der Kreisstraße K 22 (Langenstraße) nach Wingst.
Die Niederelbebahn mit dem Bahnhof Cadenberge führt durch die Gemeinde.

## Persönlichkeiten
Ehrenbürger
- Bert Hitzegrad (* 1961) seit 1993 Pastor und seit 2023 erster Ehrenbürger der Gemeinde

### Söhne und Töchter der Gemeinde
- Benedict von Bremer (1717–1779), Jurist
- Johann Gotthard Schlichthorst (1723–1780), Theologe
- Ernst Drewes (1903–1991), Verwaltungsbeamter und Politiker (NSDAP)
- Werner Stelly (1909–1997), Politiker und Oberstadtdirektor von Wuppertal
- August Dieckmann (1912–1943), Offizier der Schutzstaffel und Waffen-SS im Zweiten Weltkrieg

### Personen, die mit der Gemeinde in Verbindung stehen
- Just Christian Stuß (1725–1788), Altphilologe, Schriftsteller und evangelischer Geistlicher, Hauslehrer eines Adligen in Cadenberge (1745–1747)
- Friedrich Franz Dietrich Graf von Bremer (1759–1836), Minister des Königreichs Hannover, Sohn des in Cadenberge geborenen Juristen Benedict von Bremer[25]
- Karl Alexander (1890–1940), Kapitän (Kapitän-Alexander-Straße, Cuxhaven) lebte mehrere Jahre mit seiner Familie im Ostermoor, bis er durch die Nationalsozialisten verfolgt, im KZ Sachsenhausen inhaftiert und ermordet wurde, wegen seines Eintretens für die SPD.[26]
- Hans-Hermann Jantzen (* 1945), lutherischer Theologe, Landessuperintendent für den Sprengel Lüneburg der Evangelisch-lutherischen Landeskirche Hannover (1997–2011), Bischofsvikar jener Landeskirche (2010–2011), wuchs in Cadenberge auf
- Rolf Geffken (1949–2023), Rechtsanwalt für Arbeitsrecht und Autor, wohnte in Cadenberge
- Birgit Meyn-Horeis (* 1962), Politikerin (SPD), besuchte die Realschule in Cadenberge

## Sonstiges
Der amtierende Bürgermeister der Gemeinde Cadenberge Wolfgang Heß pflegt eine außergewöhnlich umfangreiche Fan-Sammlung von Gegenständen zu dem deutschen Popmusiker Herbert Grönemeyer und plant damit unterstützt durch EU-Fördermittel von 150.000 Euro den Bau eines Herbert-Grönemeyer-Museums.
Eine Gedenktafel wurde an dem Haus des Viehhändlers Arthur Samuel angebracht, wo er bis 1933 wohnte.  Er wurde durch die Rassegesetze verfolgt.  Bürger des Ortes haben ihn versteckt und er überlebte.